# 3419-es busz
A 3419-es jelzésű regionális autóbuszvonal Eger, Novaj és Mezőkövesd között húzódik, amelyet a MÁV Személyszállítási Zrt. üzemeltet.

## Útvonala
Az autóbuszvonal Heves vármegye megyeszékhelyét és Borsod-Abaúj-Zemplén vármegye egyik járásközpontját, Egert és Mezőkövesdet köti össze, útvonalára fűzve Ostoros és Novaj településeket.
A járatok Eger területén a forgalmasabb; azon kívül minden állomáson és megállóhelyen megállnak. Egeren belül Tihaméron mennek keresztül, majd Novajig a 2503-as mellékúton tartózkodnak, tovább a 253-as főúton közlekednek Mezőkövesdre. A kisvároson belül végállomásuk a vasútállomás melletti buszpályaudvar.

## Közlekedése

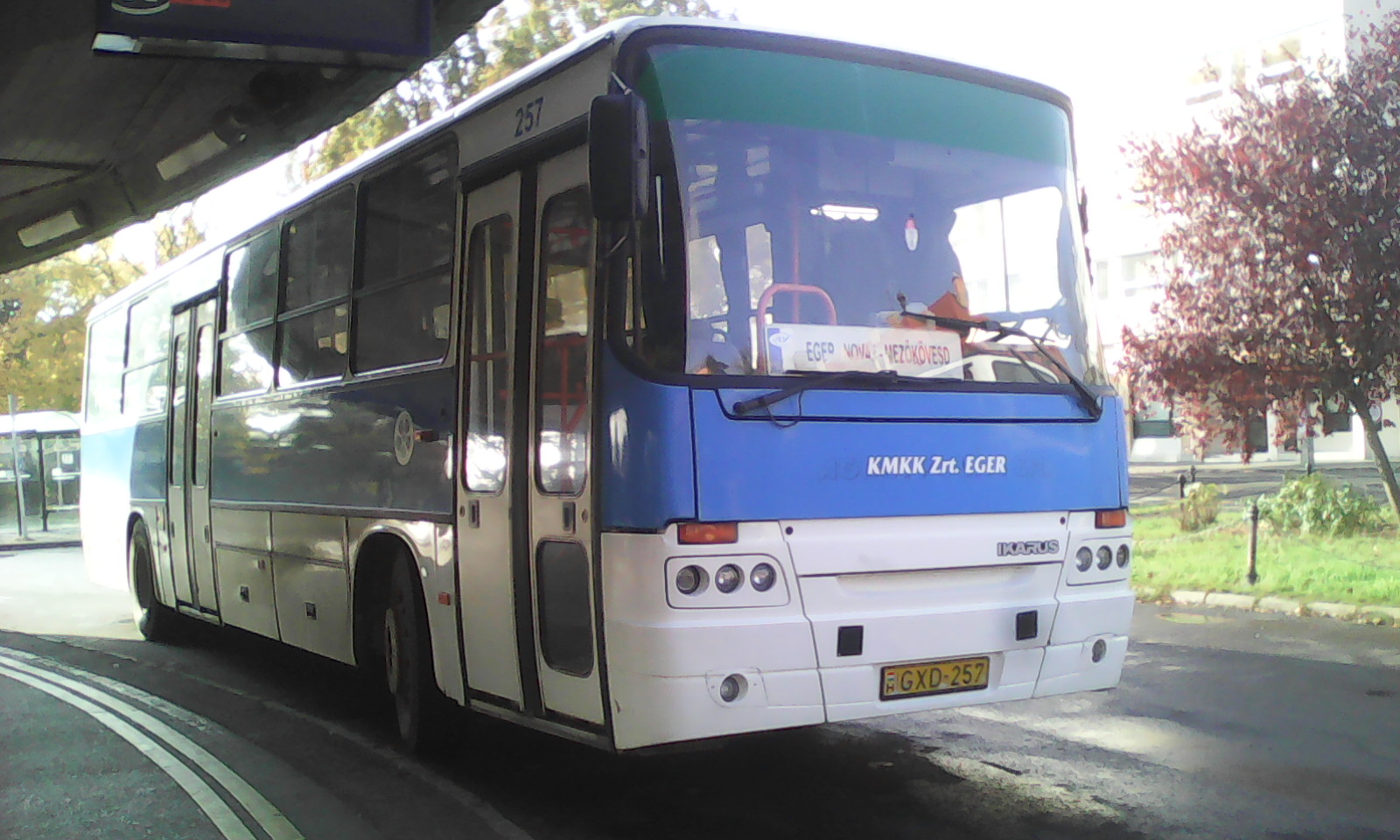
Régebben az Agria Volán színezésű Ikarusok uralták a járműállományt

Az autóbuszjáratok a hét minden napján közlekednek, melyet tovább sűrítenek a 3406-os buszok, melyek azonos útvonalon, de Egeren belül helyi járati jelleggel és a Tesco áruházig közlekednek. Eger és Novaj között a 3420-as buszok útján haladnak. 
| Viszonylat                              | Indításszám | Közlekedési rend     |
| --------------------------------------- | ----------- | -------------------- |
| Eger, aut. áll. – Mezőkövesd, aut. áll. | 3 pár       | munkanaponta         |
| Eger, aut. áll. – Mezőkövesd, aut. áll. | 4 pár       | szabadnaponta        |
| Eger, aut. áll. – Mezőkövesd, aut. áll. | 1 pár       | munkaszüneti naponta |

### Járművek
Az autóbuszvonalon kizárólag szóló autóbuszok közlekednek, melyek legtöbbje Credo Econell 12 típusú. Ezen kívül további Credo járművek (Credo EC 12, Credo Inovell 12) és Volvo 7700-as kocsik is megjelennek.

## Megállóhelyei
| 0  | Eger, autóbusz-állomás végállomás       | 0.0 km  | 2, 2A, 4, 5, 5A, 6, 7, 7A, 11, 12, 14, 14E, 16, 17, 112, 914 1049, 1050, 1051, 1053, 1054, 1343, 1344, 1346, 1347, 1348, 1349, 1351, 1352, 1362, 1380, 1383, 1426, 1427, 1428, 1447, 1466, 1468, 1517 3400, 3402, 3403, 3405, 3406, 3407, 3408, 3409, 3410, 3411, 3412, 3414, 3415, 3416, 3417, 3418, 3420, 3423, 3424, 3426, 3430, 3431, 3432, 3433, 3434, 3435, 3440, 3441, 3442, 3443, 3444, 3445, 3446, 3448, 3450, 3455, 3456, 3457, 3458, 3462, 3469, 3470, 3471, 3472, 3473, 3474, 3476, 3479, 3480, 3481, 3482, 3483, 3484, 3488, 3604, 3660, 3667, 4012, 4014, 4015, 4157 |
| 1  | Eger, színház                           | 0.7 km  | 2, 2A, 7, 7A, 11, 12, 14, 14E, 17, 112 1053, 1054, 1343, 1344, 1346, 1348, 1362, 1380, 1381, 1426, 1427, 1428, 1447, 1468, 1517 3402, 3408, 3410, 3411, 3414, 3420, 3423, 3424, 3426, 3430, 3431, 3433, 3434, 3435, 3436, 3440, 3441, 3442, 3443, 3444, 3445, 3448, 3667, 4011, 4014, 4015, 4018, 4021, 4022, 4157 |
| 2  | Eger, Hadnagy utca                      | 2.0 km  | 2, 2A, 3A, 4, 5, 5A, 6, 16, 914 1343, 1344, 1346, 1380, 1381, 1426, 1427, 1447, 1448, 1468 3405, 3406, 3420, 3424, 3426, 3431, 3435, 4014, 4015, 4018, 4021, 4022 |
| ∫  | Eger, Homok utca                        | ∫       | 2, 2A, 3A, 4, 5, 5A, 6, 16, 914 1343 3405, 3406, 3420, 3431, 3435 |
| 3  | Eger, Tihamér lakótelep                 | 3.1 km  | 3406, 3420 |
| 4  | Eger, Nagykőporos út                    | 3.5 km  | 3406, 3420 |
| 5  | Ostoros, Damjanich utca                 | 6.3 km  | 3406, 3420 |
| 6  | Ostoros, Akácfa út                      | 6.8 km  | 3406, 3420 |
| 7  | Ostoros, ABC                            | 7.7 km  | 3406, 3420 |
| 8  | Ostoros, Mezőkövesdi út                 | 8.0 km  | 3406, 3420 |
| 9  | Novaj, Hermánytető                      | 10.4 km | 3406, 3420 |
| 10 | Novaj, pincék                           | 11.6 km | 3406, 3420 |
| 11 | Novaj, központ                          | 12.3 km | 3406, 3420 |
| 12 | Mezőkövesd, Váci Mihály utca            | 21.2 km | 1, 2 1050, 1344, 1380, 1381, 1426, 1427, 1447, 1448, 1468 3406, 4011, 4015, 4018, 4021, 4022, 4157 |
| 13 | Mezőkövesd, SZTK rendelőintézet         | 22.3 km | 1, 2B, 3 1344, 1375, 1377, 1426, 1427, 1447, 1448, 1468 3406, 3416, 3418, 3749, 4001, 4006, 4007, 4008, 4009, 4010, 4011, 4014, 4015, 4016, 4017, 4019, 4023, 4026, 4030, 4157 |
| 14 | Mezőkövesd, Széchenyi utca              | 22.9 km | 1, 2B, 3 1344 3406, 3416, 3418, 3749, 4001, 4006, 4007, 4008, 4009, 4010, 4011, 4014, 4015, 4016, 4017, 4019, 4023, 4026, 4030, 4157 |
| 15 | Mezőkövesd, autóbusz-állomás végállomás | 23.7 km | 1, 2B, 3 1344, 1375, 1377, 1426, 1427, 1447, 1448, 1468 3406, 3416, 3418, 3749, 4001, 4006, 4007, 4008, 4010, 4011, 4014, 4015, 4016, 4017, 4019, 4023, 4026, 4030, 4157 expresszvonat, IC, nemzetközi IC, InterRégió, sebesvonat, személyvonat – Mezőkövesd (80) |